# Palm OS
Palm OS (також відома під назвою Garnet OS) — це вбудована операційна система, розроблена для персональних електронних помічників (PDA) у 1996. Palm OS спроєктована для максимальної простоти роботи з інтерфейсом користувача (GUI) з допомогою сенсорного екрану.

## Програмне забезпечення Palm OS
Стандартне ПЗ Palm включає програми для роботи з особистими даними (адресну книгу, календар, список справ, калькулятор, записник, програма для синхронізації з ПК 'HotSync'). Крім того, додаткові програми можуть бути легко встановлені за допомогою HotSync. Також можна запускати програми безпосередньо з карти пам'яті.

## Історія розробки Palm OS
Під управлінням Palm OS працюють близько 39 млн пристроїв, зроблених починаючи з 1996 року компанією Palm і іншими, включаючи Handspring, Samsung, Lenovo, Aceeca, AlphaSmart, Fossil, Garmin, GSPDA, Kyocera, PiTech, Sony і Symbol.
Цікава особливість Palm OS — те, що ядро ОС, ліцензоване у компанії Kadakk, багатозадачне, а для користувача ОС однозадачна, хоча і з можливістю фонового програвання музики, MP3 і т. ін. (простіше кажучи — одночасно на екрані може відображатися лише один додаток). Більш того, умови ліцензійної угоди забороняють Palm розкривати стороннім розробникам API для створення фонових завдань на рівні ядра.
Найпопулярніша версія — Palm OS Garnet (5.4.x), на цій версії будуються всі сучасні КПК Palm.
Протягом довгого часу очікувався вихід версії Palm OS 6 Cobalt, в якій розробники планували усунути більшість проблем, властивих попередній версії, в тому числі планувалися справжня багатозадачність, перероблений графічний інтерфейс, підтримка екранів з високою роздільною здатністю і т. д. Ця версія системи була готова в 2004 році і пізніше навіть була випущена оновлена версія з номером 6.1, але, з невідомої причини, жодного серійного пристрої під управлінням Palm OS 6 Cobalt випущено не було. Замість цього PalmSource оголосила про те, що наступна версія Palm OS буде графічною надбудовою над ядром Linux (проєкт Palm OS on Linux), також обіцялася бінарна підтримка додатків, написаних для попередніх версій ОС, за допомогою емулятора.
У травні 2005 року PalmSource продала права на назву «Palm» компанії palmOne, а сама стала частиною компанії ACCESS. Нова версія системи, заснована на ядрі Linux, повинна називатися ALP (Access Linux Platform).
У грудні 2006 року компанія Palm Inc. (нова «стара» назва кампанії palmOne) за 44 мільйони доларів придбала у ACCESS безстрокову ліцензію на вихідний код Palm OS 5.4 Garnet, що дозволяє їй змінювати та використовувати її в будь-яких своїх продуктах. Однак Palm відмовилася від ліцензування Access Linux Platform і почала розробку власної версії операційної системи, заснованої на ядрі Linux. Разом з тим обидві компанії заявили, що будуть докладати всі зусилля по збереженню програмної сумісності з продуктом ACCESS.
У кінці січня 2007 року компанія ACCESS оголосила про перейменування операційної системи Palm OS в Garnet OS, а також представила новий логотип «Access Powered», що прийшов на зміну логотипу «Palm Powered» у великій кількості мобільних пристроїв.
8 січня 2009 року на виставці CES в Лас-Вегасі була представлена нова версія операційної системи, заснована на ядрі Linux, названа Palm webOS, а також анонсовано перший смартфон, в якому буде застосована ця ОС — Palm Pre (для американського ринку)[2].
Станом на січень 2005 року в найбільшому каталозі програм для Palm OS PalmGear розміщено 28 961 додатків для цієї операційної системи. Програми для Palm OS також можуть бути завантажені з сайтів Handango, CNET, PalmSource, Tucows. Російськомовні користувачі можуть скористатися російськими ресурсами HPC, PDAload.
11 лютого 2009 року на конференції інвесторів Ед Колліган зазначив, що Palm більше не буде випускати продуктів на основі Palm OS — зусилля компанії будуть спрямовані на Palm webOS (пізніше була перейменована у webOS).[3]